# Manuel Antonio Carebilla Cuéllar
Manuel Antonio Carebilla Cuéllar (La Pedrera, 6 de junio de 1972), conocido erróneamente como Miguel Antonio Carebilla Cuéllar, es un político colombiano, quien se desempeñó como miembro de la Cámara de Representantes de ese país por Amazonas, departamento del cual fue gobernador.

## Biografía
Nacido en la población de La Pedrera a mediados de 1972, estudió una licenciatura en Historia de la Universidad de la Amazonía. Así mismo, posee estudios en política social de la Universidad de Salamanca, un diplomado en Técnicas Legislativas de la Escuela Superior de Administración Pública y en Alto Gobierno de la Universidad de los Andes.
Comenzó su carrera profesional como profesor en Amazonas, llegando a ser presidente del Sindicato Único de Educadores del Amazonas y presidente de la Central Unitaria de Trabajadores seccional Amazonas.
En las elecciones legislativas de Colombia de 2006 resultó electo Representante a la Cámara por Amazonas, con el respaldo del Movimiento Nacional Progresista, al haber obtenido 1.820 votos. Así mismo, en las elecciones legislativas de 2010 resultó reelegido con 2.707 votos. En la legislatura 2006-2010 fue miembro de la Comisión Cuarta de la Cámara, la cual llegó a presidir, y en la legislatura 2010-2014 fue miembro de la Comisión Tercera.
En las elecciones regionales de Colombia de 2015 se presentó como candidato a la Gobernación de Amazonas por el Partido Cambio Radical, obteniendo 8.563 votos. Asumió el cargo el 1 de enero de 2016; sin embargo, su mandato resultó efímero, pues en abril del mismo año se entregó a la justicia tras que la Corte Suprema de Justicia lo acusara de los delitos de cohecho, peculado y falsedad en documento público, por hechos ocurridos durante su estadía en el Congreso. En la Gobernación fue sucedido de manera interina por César Antonio Lugo Morales.
Tras varios meses de investigación, fue condenado por la Corte a pagar 14 años y 7 meses de prisión, debido a que cuando era Representante a la Cámara vendió puestos en su Unidad de Trabajo Legislativo, falsificó documentos certificando trabajos no realizados y pedía constantemente dinero a sus subalternos. En abril de 2021, 5 años después, se le aplicó extinción de dominio a propiedades por $2.000 millones de pesos a nombre de su esposa, los cuales habrían sido adquirido con dinero producto de sus prácticas corruptas en el Congreso.